# Jarosław Amosow
Jarosław Amosow (ukr. Ярослав Амосов; ur. 9 września 1993 w Irpieniu) – ukraiński sambista i zawodnik mieszanych sztuk walki (MMA). W latach 2018-2024 związany z amerykańską organizacją Bellator MMA, w której od 11 czerwca 2021 do 18 listopada 2023 był mistrzem wagi półśredniej.
Czterokrotny mistrz świata w sambo, dwukrotny mistrz Europy i Eurazji oraz zdobywca Pucharu Europy, laureat wielu krajowych i międzynarodowych zawodów.

## Kariera sambisty
W wieku 15 lat zaczął aktywnie uprawiać sambo bojowe z inicjatywy swojego ojczyma. Trenował w kijowskim klubie „Hermes” pod okiem trenerów Fedora Mykołajowicza Seredjuka i Wadyma Mychajłowicza Korytnego. 
Pierwszy poważny sukces na międzynarodowym poziomie dla dorosłych odniósł w 2012 roku, kiedy wygrał Puchar Europy w sambo bojowym. Następnie odniósł znaczące sukcesy w tej sztuce walki: został trzykrotnie mistrzem świata według wersji międzynarodowej federacji WCSF (2013, 2014, 2015) i dwukrotnie mistrzem Europy według wersji europejskiej federacji ECSF (2013, 2014). We wrześniu 2014 roku został mistrzem Eurazji w profesjonalnym sambo bojowym, pokonując w finale doświadczonego rosyjskiego zawodnika Szamila Zawurowa. Wielokrotnie zdobywał mistrzostwa i puchary Ukrainy w combat sambo. W marcu 2015 roku został odznaczony tytułem honorowym „Zasłużony Mistrz Sportu Ukrainy” za wybitne osiągnięcia sportowe. 
We wrześniu 2012 roku, na początku swojej kariery w sambo bojowym Amosow zajął trzecie miejsce w sankcjonowanych przez Europejską Federację Combat Sambo zawodach w Mołdawii, pokonując Ikrama Aliskierowa. W grudniu tego samego roku ponownie zajął trzecie miejsce w zawodach World Combat Sambo Federation, które odbyły się w Moskwie.

## Życie prywatne
Podczas Inwazji Rosji na Ukrainę w 2022, po tym, jak jego rodzina została ewakuowana do bezpiecznej strefy, Amosow pozostał na Ukrainie i dołączył do kilku znanych zawodników sztuk walki z Ukrainy, Wołodymyra Kliczko, Witalija Kliczko, Ołeksandra Usyka i Wasyla Łomaczenko, w obronie kraju przed rosyjską agresją. W tym czasie Amosov był mistrzem Bellator w wadze półśredniej. Po wyzwoleniu swojego rodzinnego miasta Irpień, po bitwie o miasto, Amosow za pomocą mediów społecznościowych opublikował wideo, na którym ratuje pas mistrzowski Bellator, który był ukryty w domu jego matki.

## Osiągnięcia

### Mieszane sztuki walki
- 2016: Mistrz Tech-Krep FC w wadze półśredniej[11]
- 2021–2023: Mistrz Bellator MMA w wadze półśredniej[3][4]

### Sambo
- 2012: Brązowy medalista Mistrzostw Świata w sambo bojowym (kat. 82 kg)[8]
- 2012: Brązowy medalista Mistrzostw Europy w sambo bojowym (kat. 82kg)
- 2013: Złoty medalista Pucharu Świata Combat Jiu-Jitsu (kat. 92 kg)[12]
- 2014: Złoty medalista Mistrzostw Świata w sambo bojowym (kat. 82 kg)[8]
- 2014: Złoty medalista Mistrzostw Świata Combat Jiu-Jitsu (kat. 84 kg)[12]
- 2014: Złoty medalista mistrzostw Eurazji w sambo bojowym (kat. 82 kg)[13]

## Lista zawodowych walk w MMA
| Wynik     | Bilans | Przeciwnik (bilans przed walką) | Rozstrzygnięcie                                      | Runda | Czas | Rozgrywki                                     | Data       | Miejsce      | Uwagi                                                                |
| --------- | ------ | ------------------------------- | ---------------------------------------------------- | ----- | ---- | --------------------------------------------- | ---------- | ------------ | -------------------------------------------------------------------- |
| Wygrana   | 28-1   | Curtis Millender (21-10. 1 NC)  | Poddanie (duszenie anaconda)                         | 1     | 4:17 | Cage Fury Fighting Championships 140          | 14.03.2025 | Filadelfia   | Main Event.                                                          |
| Przegrana | 27-1   | Jason Jackson (16-4)            | KO (ciosy pięściami)                                 | 3     | 2:08 | Bellator 301                                  | 17.11.2023 | Chicago      | Stracił pas mistrzowski Bellator MMA w wadze półśredniej. Main Event |
| Wygrana   | 27-0   | Logan Storley (14-1)            | Decyzja (jednogłośna)                                | 5     | 5:00 | Bellator 291: Amosov vs. Storley              | 25.02.2023 | Dublin       | Obronił pas mistrzowski Bellator MMA w wadze półśredniej. Main Event |
| Wygrana   | 26-0   | Douglas Lima (32-8)             | Decyzja (jednogłośna)                                | 5     | 5:00 | Bellator 260                                  | 11.06.2021 | Uncasville   | Zdobył pas mistrzowski Bellator MMA w wadze półśredniej. Main Event  |
| Wygrana   | 25-0   | Logan Storley (11-0)            | Decyzja (niejednogłośna)                             | 3     | 5:00 | Bellator 252                                  | 12.11.2020 | Uncasville   | Co-Main Event                                                        |
| Wygrana   | 24-0   | Mark Lemminger (11-1)           | TKO (niezdolność do kontynuowania walki - rozcięcie) | 1     | 5:00 | Bellator 244                                  | 21.08.2020 | Uncasville   |                                                                      |
| Wygrana   | 23-0   | Ed Ruth (8-1)                   | Decyzja (jednogłośna)                                | 3     | 5:00 | Bellator 239                                  | 21.02.2020 | Thackerville | Main Event                                                           |
| Wygrana   | 22-0   | David Rickels (21-5)            | Poddanie (duszenie d'Arce)                           | 2     | 4:05 | Bellator 225                                  | 24.08.2019 | Bridgeport   |                                                                      |
| Wygrana   | 21-0   | Erick Silva (20-9)              | Decyzja (jednogłośna)                                | 3     | 5:00 | Bellator 216                                  | 16.02.2019 | Uncasville   |                                                                      |
| Wygrana   | 20-0   | Gerald Harris (25-6)            | Decyzja (jednogłośna)                                | 3     | 5:00 | Bellator 202                                  | 13.07.2018 | Thackerville | Debiut w Bellator MMA.                                               |
| Wygrana   | 19-0   | Nathan Oliveira (4-0)           | Poddanie (duszenie anaconda)                         | 1     | 3:20 | Tech-Krep FC: Prime Selection 17              | 18.08.2017 | Krasnodar    | Obronił mistrzostwo Tech-KREP FC w wadze półśredniej.                |
| Wygrana   | 18-0   | Diogo Cavalcanti (8-4)          | Poddanie (duszenie anaconda)                         | 1     | 4:48 | Tech-Krep FC: Prime Selection 12              | 18.03.2017 | Krasnodar    | Obronił mistrzostwo Tech-KREP FC w wadze półśredniej. Main Event     |
| Wygrana   | 17-0   | Roberto Soldić (6-1)            | Decyzja (niejednogłośna)                             | 3     | 5:00 | Tech-Krep FC – Prime Selection 8              | 18.06.2016 | Krasnodar    | Zdobył mistrzostwo Tech-KREP FC w wadze półśredniej. Main Event      |
| Wygrana   | 16-0   | Khasanbek Abdulaev (0-0)        | TKO (ciosy pięściami)                                | 2     | 2:47 | Tech-Krep FC: Southern Front 3                | 03.03.2016 | Krasnodar    | Co-Main Event                                                        |
| Wygrana   | 15-0   | Maxim Konovalov (4-0)           | Poddanie (duszenie anaconda)                         | 1     | 2:34 | Tech-Krep FC: Battle in Siberia               | 12.02.2016 | Nowosybirsk  | Co-Main Event                                                        |
| Wygrana   | 14-0   | Islam Berzegov (0-2)            | Poddanie (duszenie anaconda)                         | 1     | 1:27 | Tech-Krep FC: Prime Selection 7               | 09.10.2015 | Krasnodar    | Co-Main Event                                                        |
| Wygrana   | 13-0   | Diego Gonzalez (17-10)          | KO (cios)                                            | 2     | 2:38 | Tech-Krep FC: Prime Selection 4: Grandmasters | 24.07.2015 | Krasnodar    | Co-Main Event                                                        |
| Wygrana   | 12-0   | Ravil Risaev (0-3)              | Poddanie (duszenie anaconda)                         | 1     | 1:27 | Tech-Krep FC: Ermak Prime Challenge           | 03.04.2015 | Krasnodar    |                                                                      |
| Wygrana   | 11-0   | Avtandil Gachechiladze (0-0)    | Poddanie (dźwignia prosta na staw łokciowy)          | 2     | 1:45 | ECSF: Steel Warriors                          | 05.03.2015 | Kijów        | Co-Main Event                                                        |
| Wygrana   | 10-0   | Oleg Olenichev (2-0)            | Decyzja (niejednogłośna)                             | 3     | 5:00 | Tech-Krep FC: Battle of Heroes                | 12.12.2014 | Petersburg   |                                                                      |
| Wygrana   | 9-0    | Boris Selanov (2-0)             | TKO (ciosy pięściami)                                | 1     | 3:40 | GEFC: Mega Fight                              | 22.11.2014 | Kijów        |                                                                      |
| Wygrana   | 8-0    | Aydin Aikhan (0-0)              | TKO (ciosy pięściami)                                | 1     | 1:40 | ECSF: Ukraine vs. Turkey                      | 18.09.2014 | Kijów        |                                                                      |
| Wygrana   | 7-0    | Aleksey Nimirovich (1-1)        | TKO (ciosy pięściami)                                | 1     | 2:40 | CSFU: Voshod Open Cup                         | 26.07.2014 | Kijów        |                                                                      |
| Wygrana   | 6-0    | Andrei Shalavai (0-1)           | TKO (ciosy pięściami)                                | 1     | 3:10 | CSFU: Voshod Open Cup                         | 26.07.2014 | Kijów        |                                                                      |
| Wygrana   | 5-0    | Valeri Shpak (2-5)              | Poddanie (dźwignia prosta na staw łokciowy)          | 1     | 2:50 | GEFC: Warriors Empire                         | 08.12.2013 | Kijów        |                                                                      |
| Wygrana   | 4-0    | Vadim Sandulskiy (7-2)          | Poddanie (duszenie zza pleców)                       | 3     | 3:03 | League S-70: Plotforma 4th                    | 17.08.2013 | Soczi        |                                                                      |
| Wygrana   | 3-0    | Vitaliy Matornika (0-1)         | Poddanie (duszenie zza pleców)                       | 1     | 4:47 | CSFU: MMA Kiev Cup 2                          | 02.04.2013 | Kijów        |                                                                      |
| Wygrana   | 2-0    | Artiom Cula (2-0)               | TKO (ciosy pięściami)                                | 2     | 1:36 | ECSF - Battle of Bessarabia                   | 24.03.2013 | Kiszyniów    |                                                                      |
| Wygrana   | 1-0    | Vitaliy Maystrenko (0-0)        | TKO (ciosy pięściami)                                | 1     | 4:49 | CSFU: MMA Kyiv Cup                            | 14.06.2012 | Kijów        |                                                                      |